# Comuna de Kęty
Kęty (polaco: Gmina Kęty) é uma gminy (comuna) na Polónia, na voivodia de Pequena Polónia e no condado de Oświęcimski. A sede do condado é a cidade de Witkowice.
De acordo com os censos de 2006, a comuna tem 33 820 habitantes, com uma densidade 446,2 hab/km².

## Área
Estende-se por uma área de 75,79 km², incluindo:
- área agricola: 64%
- área florestal: 16%

## Demografia
Dados de 30 de Junho 2004:
|                      | Total   | Total | Mulheres | Mulheres | Homens  | Homens |
| -------------------- | ------- | ----- | -------- | -------- | ------- | ------ |
|                      | pessoas | %     | pessoas  | %        | pessoas | %      |
| População            | 33 448  | 100   | 17 048   | 51       | 16 400  | 49     |
| Densidade (pop./km²) | 441,3   | 100   | 224,9    | 224,9    | 216,4   | 216,4  |

De acordo com dados de 2002, o rendimento médio per capita ascendia a 1245 zł.

## Comunas vizinhas
- Andrychów, Brzeszcze, Kozy, Osiek, Oświęcim, Porąbka, Wieprz, Wilamowice